# Lijst van muurgedichten in Den Haag
Dit is een overzicht van de muurgedichten in Den Haag. De gedichten worden aangebracht door de Stichting ArchipelpoëZie in een doorlopend project. Het eerste gedicht (van Rutger Kopland) werd op een Haagse muur geschilderd in 2012. Annebel Schipper en Wimar Grossouw kiezen de letter van het ontwerp, vaak uit inbreng van afgestudeerden van de Koninklijke Academie van Beeldende Kunsten in Den Haag. 
Overigens was er eerder dan in dit project, in 2008, al een muurgedicht in Den Haag aangebracht. Aan de Seinpoststraat (hoek Neptunusstraat) verscheen in dat jaar het gedicht Scheveningse Weg van Leo Verhoeven.
| Nummer | Dichter                              | Gedicht                              | Taal       | Adres                                                    | Sinds          | Letter                                                                     | Foto |
| ------ | ------------------------------------ | ------------------------------------ | ---------- | -------------------------------------------------------- | -------------- | -------------------------------------------------------------------------- | ---- |
| 1      | Rutger Kopland                       | Een lege plek om te blijven          | Nederlands | Surinamestraat, hoek Schuddegeest                        | maart 2012     | Letter: Ruse; typograaf: Gerrit Noordzij                                   |      |
| 2      | Hans Andreus                         | Jij bent zo / mooi / anders / dan ik | Nederlands | Surinamestraat, hoek Laan Copes van Cattenburch          | april 2013     | Letter: DTL Caspari; typograaf: Gerard Daniëls                             |      |
| 3      | William Carlos Williams              | This is just to say                  | Engels     | Bankastraat (hoek Laan Copes van Cattenburch)            | juli 2013      | Letter: The Mix; typograaf: Lucas de Groot                                 |      |
| 4      | K.L. Poll                            | Zomer XVIII                          | Nederlands | Burgemeester Patijnlaan 1928                             | juli 2013      | Letter: Dolly; typografie: Studio Underware                                |      |
| 5      | J.C. Bloem                           | De nachtegalen                       | Nederlands | Javalaantje                                              | september 2013 | Letter: DTL Dorian; typograaf: Elmo van Slingerland                        |      |
| 6      | Derek Walcott                        | Midsummer, Tobago                    | Engels     | Javastraat 4                                             | maart 2014     | Letter: Diamant; typograaf: Joost Dekker                                   |      |
| 7      | Ivo Van Strijtem                     | Regen                                | Nederlands | Riouwstraat 48                                           | oktober 2014   | Letter: Collis; typograaf Cristoph Noordzij                                |      |
| 8      | Constantijn Huygens                  | Dromen                               | Nederlands | hoek Atjehstraat & Bankastraat                           | maart 2015     | Letter: Versa; Typograaf: Peter Verheul                                    |      |
| 9      | Hélène Gelèns                        | in ongeremd rennen                   | Nederlands | Nieuwe Schoolstraat 52                                   | juni 2015      | Letter: Productus: Typograaf: Petr van Blokland                            |      |
| 10     | Leonard Nolens                       | Laat                                 | Nederlands | Prinsessegracht 19, hoek Kanonstraat                     | oktober 2015   | Letter: DTL Documenta; typograaf Frank E. Blokland                         |      |
| 11     | Siegfried Sassoon                    | Everyone Sang                        | Engels     | Burgemeester van Karnebeekstraat                         | mei 2016       | Letter: DTL Haarlemmer; typograaf Jan van Krimpen                          |      |
| 12     | Emily Dickinson                      | Yesterday is History                 | Engels     | Nassaulaan 26                                            | oktober 2016   | Letter: Caecilia; typograaf: Peter Matthias Noordzij                       |      |
| 13     | M. Vasalis                           | Zachter                              | Nederlands | Kerkstraat 15                                            | juli 2017      | Letter: Lava; typograaf: Peter Bil'ak                                      |      |
| 14     | Peter Berger                         | Lama's                               | Nederlands | Het Lissabon                                             | september 2017 | Letter: Eames Century Modern; typograaf: Erik van Blokland                 |      |
| 15     | Pem Sluijter                         | Nachtbraak / Nocturne                | Nederlands | Bantjanstraat                                            | juni 2018      | Letter: Flex; typograaf: Paul van der Laan                                 |      |
| 16     | Lizette de Koning                    | Lijn 9                               | Nederlands | Delistraat                                               | september 2018 | Typograaf: Anne Ligtenberg                                                 |      |
| 17     | Piet Paaltjens                       | Immortelle XLIX                      | Nederlands | Atjehstraat 13 (raamgedicht 1)                           | juni 2019      | Letter: Lyon Text; typograaf: Kai Bernau                                   |      |
| 18     | Herman de Coninck                    | O, ik weet het niet                  | Nederlands | Bankastraat 50 (hoek Soendastraat)                       | oktober 2019   | Letter: Algebra Display Regular; typografen: Susana Carvalho en Kai Bernau |      |
| 19     | Gerrit Komrij                        | Twee koningskinderen                 | Nederlands | Nassauplein 31 (raamgedicht 2)                           | oktober 2020   | Letter: DTL Documenta; typograaf: Frank E. Blokland                        |      |
| 20     | Lucebert                             | de zeer oude zingt                   | Nederlands | Celebesstraat 103 (raamgedicht 3)                        | 2021           | Letter: Brenner Sans Std Medium; typograaf: Nikola Djurek                  |      |
| 21     | Jean Pierre Rawie                    | Moment                               | Nederlands | Sumatrastraat 342 (raamgedicht 4)                        | oktober 2021   | Letter: Typonine Sans; typograaf: Nikola Djurek                            |      |
| 22     | Vlag van België · Vlag van Nederland | Hebban olla vogala                   | Nederlands | hoek van de Laan van Meerdervoort en de De Ruijterstraat | oktober 2022   | Letter: Passato; typograaf: Jasper Terra                                   |      |
| 23     | Anton Korteweg                       | Men verplaatst zich                  | Nederlands | Groot Hertoginnelaan 11 (raamgedicht 5)                  | september 2023 | Letter: Rapido; typograaf: Michelangelo Nigra                              |      |
| 24     | Jules Deelder                        | Hetzelfde zien                       | Nederlands | parkje achter Oostduinlaan 85                            | april 2024     | Letter: Bilo; typograaf: Pieter van Rosmalen                               |      |
| 25     | Gerrit Krol                          | Zomer                                | Nederlands | Celebesstraat, steeg naar Riouwstraat                    | juni 2024      | Letter:Bay Sans; typograaf: Barbara Bigosinska                             |      |
| 26     | Hans Lodeizen                        | Allemaal steden                      | Nederlands | Zoutmanstraat 43a (raamgedicht 6)                        | september 2024 | Letter: ; typograaf: James Edmondson                                       |      |

## Apart van het project
| Nummer | Dichter            | Gedicht          | Taal       | Adres                                | Sinds         | Bijzonderheden             | Foto |
| ------ | ------------------ | ---------------- | ---------- | ------------------------------------ | ------------- | -------------------------- | ---- |
| 1      | Leo Verhoeven      | Scheveningse Weg | Nederlands | Seinpoststraat (hoek Neptunusstraat) | juli 2008     |                            |      |
| 2      | Robbie van Leeuwen | Wasted words     | Engels     | Elandstraat                          | augustus 2020 | typograaf: Ringo Mollinger |      |